# Стрільба на літніх Олімпійських іграх 2004
Змагання з стрільби в програмі літніх Олімпійських ігор 2004 пройшли з 9 по 17 серпня. 

## Медальний залік
| Місце               | Країна                           | Золото | Срібло | Бронза | Загалом |
| ------------------- | -------------------------------- | ------ | ------ | ------ | ------- |
| 1                   | Китай (CHN)                      | 4      | 2      | 3      | 9       |
| 2                   | Росія (RUS)                      | 3      | 4      | 3      | 10      |
| 3                   | Німеччина (GER)                  | 2      | 1      | 0      | 3       |
| 3                   | США (USA)                        | 2      | 1      | 0      | 3       |
| 5                   | Італія (ITA)                     | 1      | 2      | 0      | 3       |
| 6                   | Австралія (AUS)                  | 1      | 0      | 1      | 2       |
| 6                   | Болгарія (BUL)                   | 1      | 0      | 1      | 2       |
| 8                   | Об'єднані Арабські Емірати (UAE) | 1      | 0      | 0      | 1       |
| 8                   | Угорщина (HUN)                   | 1      | 0      | 0      | 1       |
| 8                   | Україна (UKR)                    | 1      | 0      | 0      | 1       |
| 11                  | Південна Корея (KOR)             | 0      | 2      | 1      | 3       |
| 12                  | Чехія (CZE)                      | 0      | 1      | 1      | 2       |
| 13                  | Індія (IND)                      | 0      | 1      | 0      | 1       |
| 13                  | Іспанія (ESP)                    | 0      | 1      | 0      | 1       |
| 13                  | Сербія і Чорногорія (SCG)        | 0      | 1      | 0      | 1       |
| 13                  | Фінляндія (FIN)                  | 0      | 1      | 0      | 1       |
| 17                  | Азербайджан (AZE)                | 0      | 0      | 2      | 2       |
| 18                  | Австрія (AUT)                    | 0      | 0      | 1      | 1       |
| 18                  | Білорусь (BLR)                   | 0      | 0      | 1      | 1       |
| 18                  | Куба (CUB)                       | 0      | 0      | 1      | 1       |
| 18                  | Північна Корея (PRK)             | 0      | 0      | 1      | 1       |
| 18                  | Словаччина (SVK)                 | 0      | 0      | 1      | 1       |
| Загалом (22 збірні) | Загалом (22 збірні)              | 17     | 17     | 17     | 51      |

## Медалісти

### Чоловіки
| Дисципліна                                          | Золото                                        | Срібло                            | Бронза                      |
| --------------------------------------------------- | --------------------------------------------- | --------------------------------- | --------------------------- |
| Пневматичний пістолет, 10 метрів                    | Ван Їфу · Китай                               | Михайло Неструєв · Росія          | Володимир Ісаков · Росія    |
| Швидкісний пістолет, 25 метрів                      | Ральф Шуманн · Німеччина                      | Сергій Поляков · Росія            | Сергій Аліфіренко · Росія   |
| Пістолет, 50 метрів                                 | Михайло Неструєв · Росія                      | Чін Чон О · Південна Корея        | Кім Чон Су · КНДР           |
| Пневматична гвинтівка, 10 метрів                    | Чжу Цінань · Китай                            | Лі Цзє · Китай                    | Йозеф Гончі · Словаччина    |
| Дрібнокаліберна гвинтівка, 50 метрів, лежачи        | Метт Еммонс · США                             | Крістіан Луш · Німеччина          | Сергій Мартинов · Білорусь  |
| Дрібнокаліберна гвинтівка, 50 метрів, три положення | Цзя Чжаньбо · Китай                           | Майкл Анті · США                  | Христіан Планер · Австрія   |
| Трап                                                | Олексій Аліпов · Росія                        | Джованні Пелльєло · Італія        | Адам Велла · Австралія      |
| Дубль-трап                                          | Ахмед Аль-Мактум · Об'єднані Арабські Емірати | Раджявардхан Сінгх Ратхор · Індія | Ван Чжен · Китай            |
| Скит                                                | Андреа Бенеллі · Італія                       | Марко Кемппайнен · Фінляндія      | Хуан Мігель Родрігес · Куба |
| Рухома мішень, 10 метрів                            | Манфред Курцер · Німеччина                    | Олександр Блінов · Росія          | Дмитро Ликін · Росія        |

### Жінки
| Дисципліна                                          | Золото                    | Срібло                             | Бронза                               |
| --------------------------------------------------- | ------------------------- | ---------------------------------- | ------------------------------------ |
| Пневматичний пістолет, 10 метрів                    | Олена Костевич · Україна  | Ясна Шекарич · Сербія і Чорногорія | Марія Гроздева · Болгарія            |
| Пістолет, 25 метрів                                 | Марія Гроздева · Болгарія | Ленка Марушкова · Чехія            | Ірада Ашумова · Азербайджан          |
| Пневматична гвинтівка, 10 метрів                    | Ду Лі · Китай             | Любов Галкіна · Росія              | Катерина Еммонс · Чехія              |
| Дрібнокаліберна гвинтівка, 50 метрів, три положення | Любов Галкіна · Росія     | Валентина Турісіні · Італія        | Ван Ченгі · Китай                    |
| Трап                                                | Сюзан Балог · Австралія   | Марія Кінтаналь · Іспанія          | Лі Бу На · Південна Корея            |
| Дубль-трап                                          | Кімберлі Род · США        | Лі Бу На · Південна Корея          | Гао Е · Китай                        |
| Скит                                                | Діана Ігалі · Угорщина    | Вей Нін · Китай                    | Земфіра Мефтахетдінова · Азербайджан |